# 裂稃茅属
裂稃茅属（学名：Schizachne）是禾本科下的一个属。该属共有2－3种，分布于北美、东亚和俄罗斯等地。

## 下属物种
- 裂稃茅 Schizachne callosa (Turcz. ex Griseb.) Ohwi